# Guia dos Quadrinhos
Guia dos Quadrinhos (Guía de las historietas) es una base de datos brasileña de cómics creada con el objetivo de catalogar todas las historietas publicadas en Brasil, ya sean novelas gráficas, revistas, fanzines o publicaciones independientes.

## Historia
Edson Diogo, creador de Guia dos Quadrinhos, fue responsable de la sección "guía de precios" de la edición brasileña de la revista sobre historietas Wizard en los años noventa. La dificultad de obtener información confiable sobre cómics brasileños en el momento lo inspiró a crear la base de datos. La primera versión de Guia dos Quadrinhos se emitió en 2006 y Diogo la actualizó manualmente después de recibir informaciones que le enviaron los lectores. En 2007, después de la sugerencia del periodista Ricardo Soneto, el proyecto se convirtió en una base de datos colaborativa y tuvo su lanzamiento oficial.

## Estructura
La base de datos Guia dos Quadrinhos registra toda la información sobre los cómics brasileños, como la fecha de publicación, el editor, el género, el tamaño y el precio. Para cada edición de revistas o novelas gráficas, existe la posibilidad de registrar individualmente cada historia, así como de autores, personajes y arcos narrativos. En el caso de ediciones brasileñas de material extranjero, también está la indicación de la obra original, con portada y datos completos.
También hay una lista de autores y editores, con una lista de los trabajos en los que participaron. Guia dos Quadrinhos también tiene un blog, un espacio para publicar estudios sobre cómics y una red social en la que los usuarios pueden relacionarse y publicitar sus colecciones de cómics. Todas las informaciones son registradas por colaboradores. Las portadas solo se publican después de la aprobación del equipo del sitio y, en algunos casos, después de la restauración digital de Diogo si el cómic original era muy antiguo y raro. Los nuevos datos también se verifican regularmente.

## Festival Guia dos Quadrinhos
En 2009, el Festival Guia dos Quadrinhos se organizó por primera vez (hasta 2013, se llamaba Mercado das Pulgas - Mercado de pulgas). El evento se celebra dos veces al año en São Paulo y su objetivo principal es dar espacio a los coleccionistas de historietas para vender e intercambiar cómics y materiales relacionados. Desde 2009, el Festival también tiene stands para artistas y editores, además de charlas con artistas y profesionales del cómic.

## Libros
En 2017, Guia dos Quadrinhos publicó un libro en honor a Jack Kirby (Os mundos de Jack Kirby: um tributo ao rei dos quadrinhos, ISBN 978-85-922667-0-7). Organizado por Edson Diogo y el dibujante de cómics Will, el libro contó con 100 artistas brasileños, que dibujaron los personajes más importantes creados por Kirby acompañados de textos descriptivos. El libro fue financiado por micromecenazgo por el sitio web brasileño Catarse.
En 2018, un nuevo libro fue lanzado, también por micromecenazgo, esta vez en honor al sello Vertigo (Vértigo: além do limiar, ISBN 978-85-922667-1-4). 25 escritores y 25 artistas participaron en el libro, que también presentó entrevistas con Karen Berger, Jamie Delano y Peter Milligan.

## Premios
En 2017, Guia dos Quadrinhos ganó el Troféu HQ Mix, más importante premio de las historietas brasileñas, como un homenaje a su décimo aniversario.